# Mordellistena callens
Mordellistena callens es una especie de coleóptero de la familia Mordellidae.

## Distribución geográfica
Habita en Sudamérica